# Colle Pozzoneve
Il Colle Pozzoneve (961;m. s.l.m.) è una cima dei monti Sabini, nel Lazio, nella provincia di Rieti, nel territorio del comune di Monte San Giovanni in Sabina.